# Leucosoleniidae
Leucosoleniidae é uma família de esponjas marinhas da ordem Leucosolenida.

## Gêneros
- Ascute Dendy e Row, 1913
- Ascyssa Haeckel, 1872
- Leucosolenia Bowerbank, 1864